# Антонія Джонсон
Антонія Маргарет Акссон Йонсон (швед. Antonia Margaret Ax:son Johnson; нар. 6 вересня 1943, Нью-Йорк) — шведська підприємиця, одна з найбагатших жінок Швеції. За даними журналу Forbes, на 2018 рік її статки оцінюються в 6,3 млрд доларів.

## Життєпис
Антонія Джонсон закінчила французьку школу в Стокгольмі, а потім навчалася в Редкліфф-коледжі в США. У 1971 році вона здобула ступінь магістра з економіки і психології в Стокгольмському університеті.
З 1971 року працює у шведській інвестиційній компанії Axel Johnson AB, заснованій у 1873 році її прадідусем Акселем Джонсоном. У 1982 році Антонія Джонсон змінила свого батька на посаді керівника компанії. У 2015 році вона пішла з поста глави компанії, передавши його своїй дочці Каролін Берг, проте залишилася в складі правління.
Антонія Джонсон володіє 50 % акцій Axfood, однією з найбільших компаній харчової промисловості в Скандинавії. Вона також володіє кінним заводом у місті Упландс-Весбю і є головою Шведської асоціації виїздки.

## Особисте життя
Одружена з Йораном Еннерфельтом (нар. 1940), колишнім генеральним директором компанії Axel Johnson AB. У шлюбі народила четверо дітей.
Антонія Джонсон живе у Стокгольмі.